# Gevogelte (culinair)

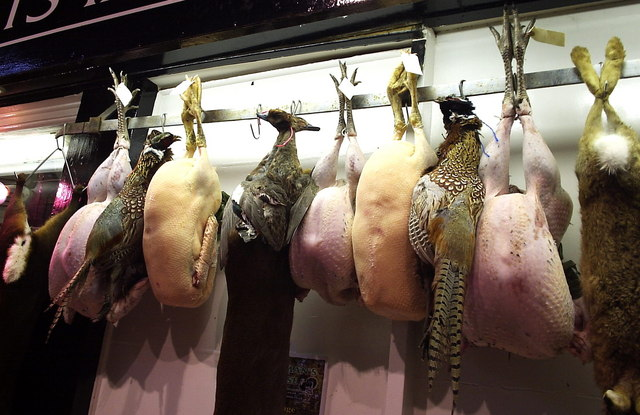
Gevogelte in de markthal (covered market) van Oxford

Met gevogelte wordt in de keuken het vlees van vogels bedoeld, meestal met uitzondering van kip.
Onder gevogelte wordt onder andere het vlees van de volgende vogels verstaan:
| - kalkoen - eend - duif - gans - struisvogel | - emoe - parelhoen - fazant - patrijs - kwartel |

Over het algemeen wordt gevogelte geclassificeerd als wit vlees, alhoewel het vlees van eenden, duiven, struisvogels, emoes en ganzen soms ook wel als rood vlees wordt gezien. 
Vogels die worden gehouden voor de consumptie van vlees en eieren of voor de productie van veren, worden pluimvee genoemd. Het vlees van wilde, niet-gecultiveerde door de jacht verkregen vogels wordt ook wel pluimwild genoemd.
Een poelier is een slagerij die gespecialiseerd is in gevogelte, kip en wild.

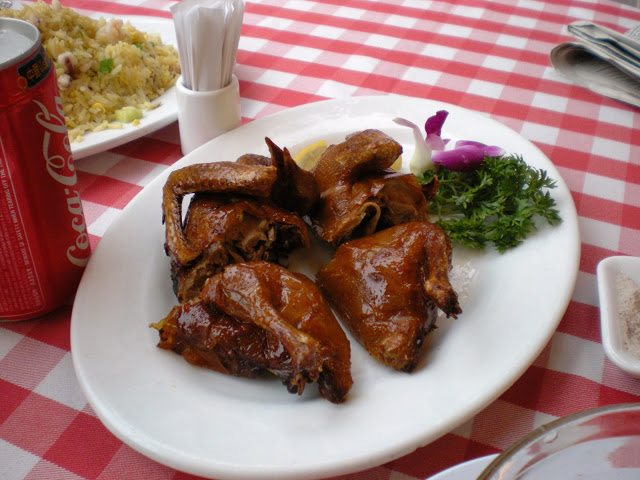
gebraden duif
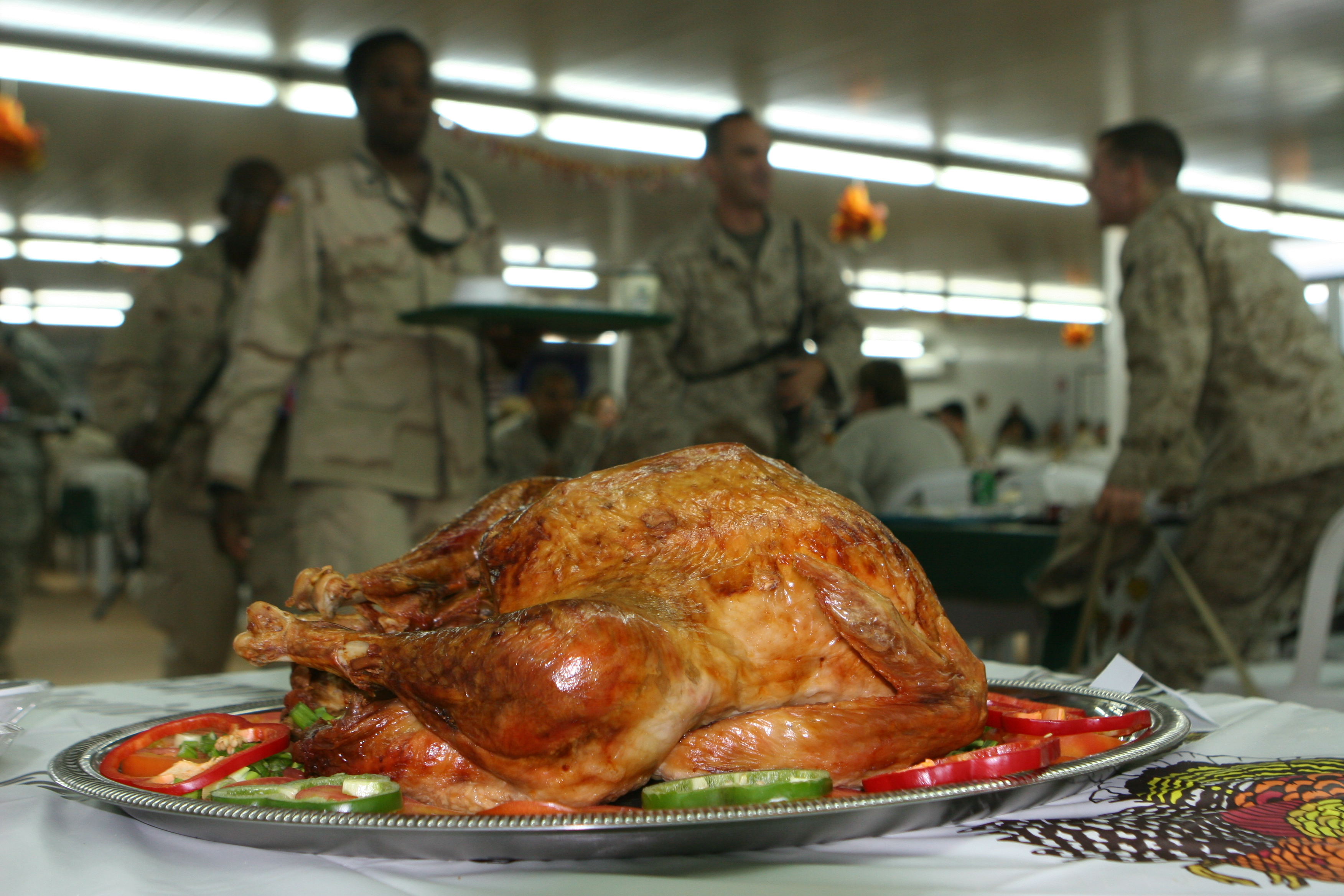
kalkoen
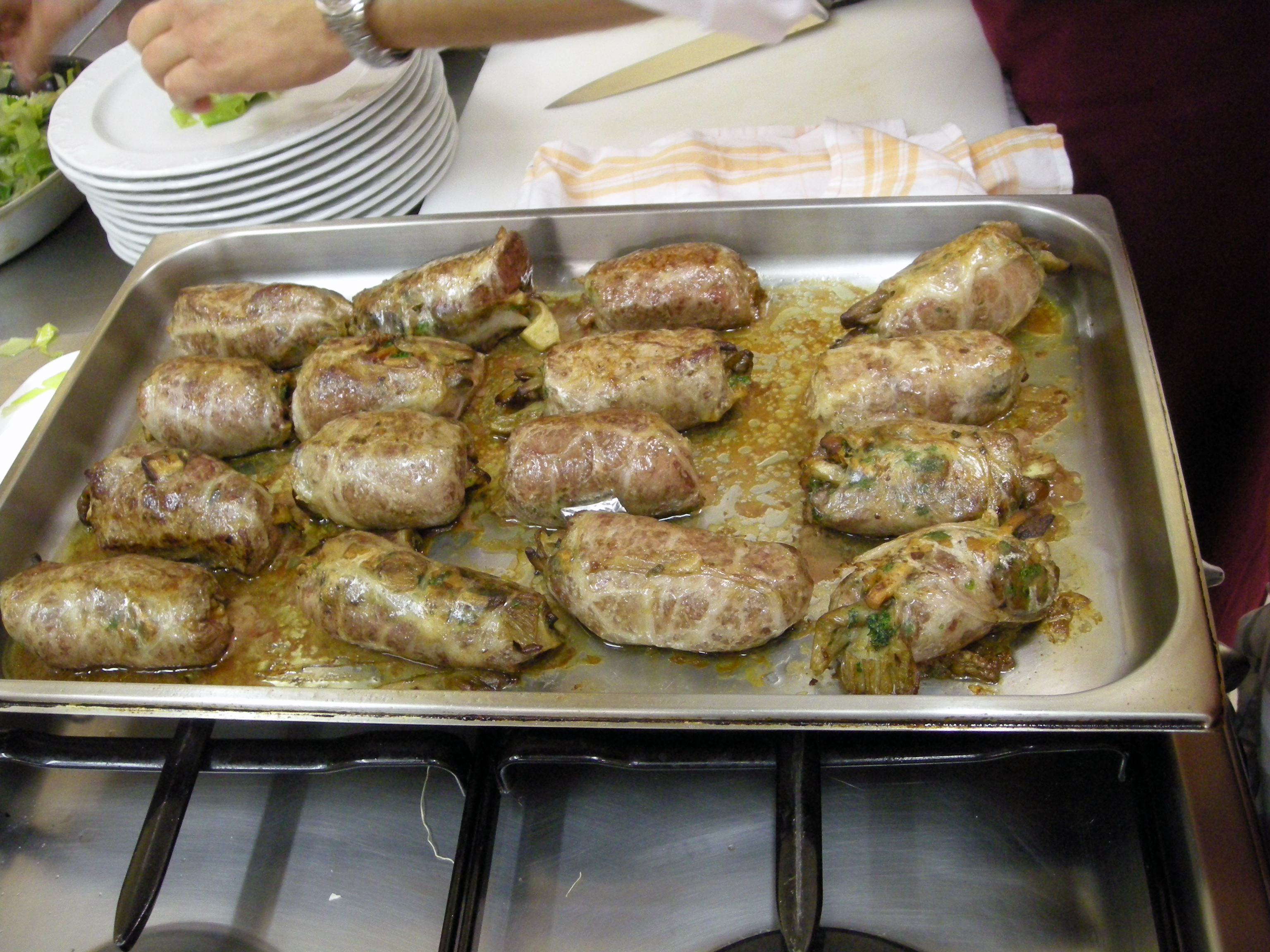
Crépinette van struisvogel
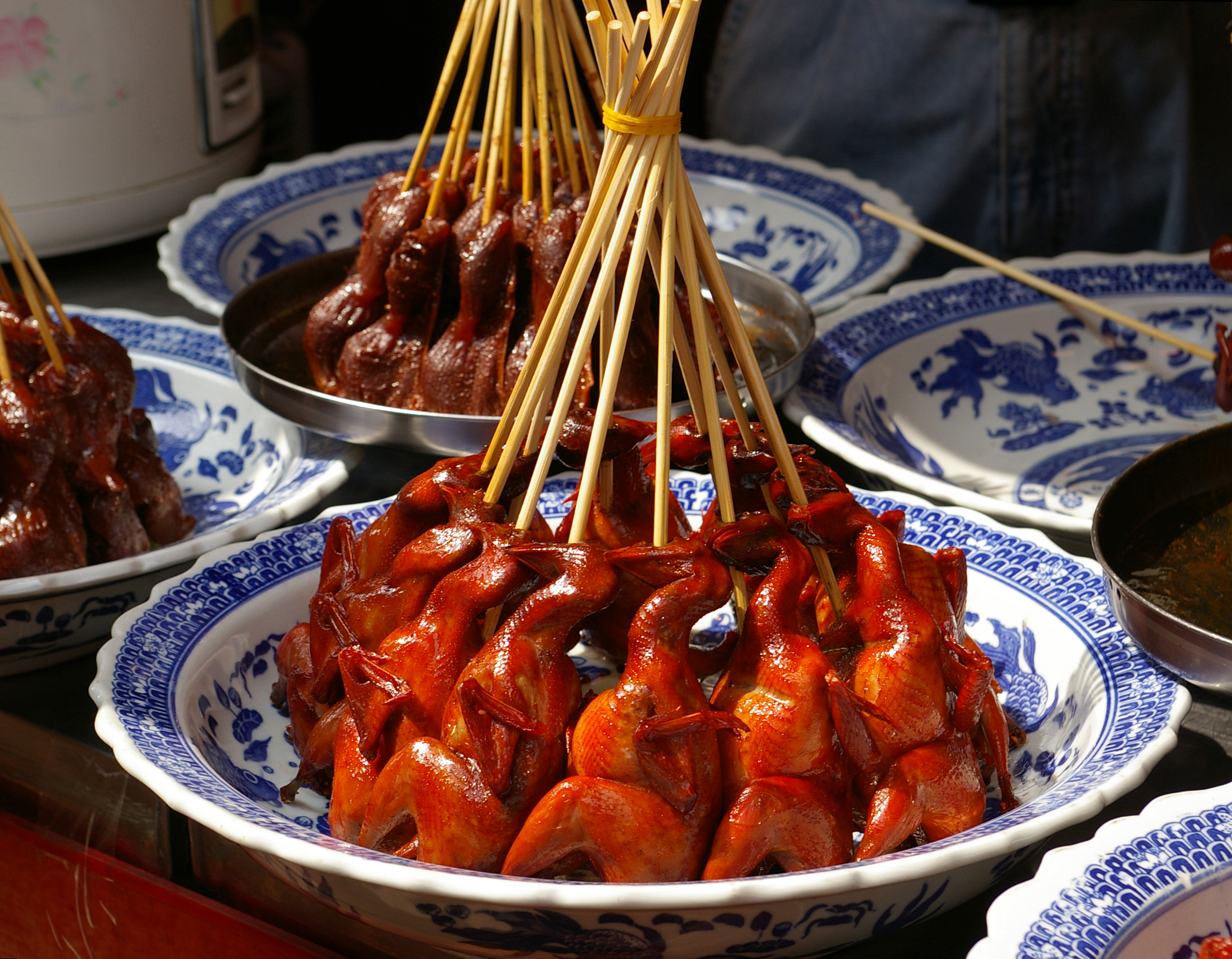
Kwartels
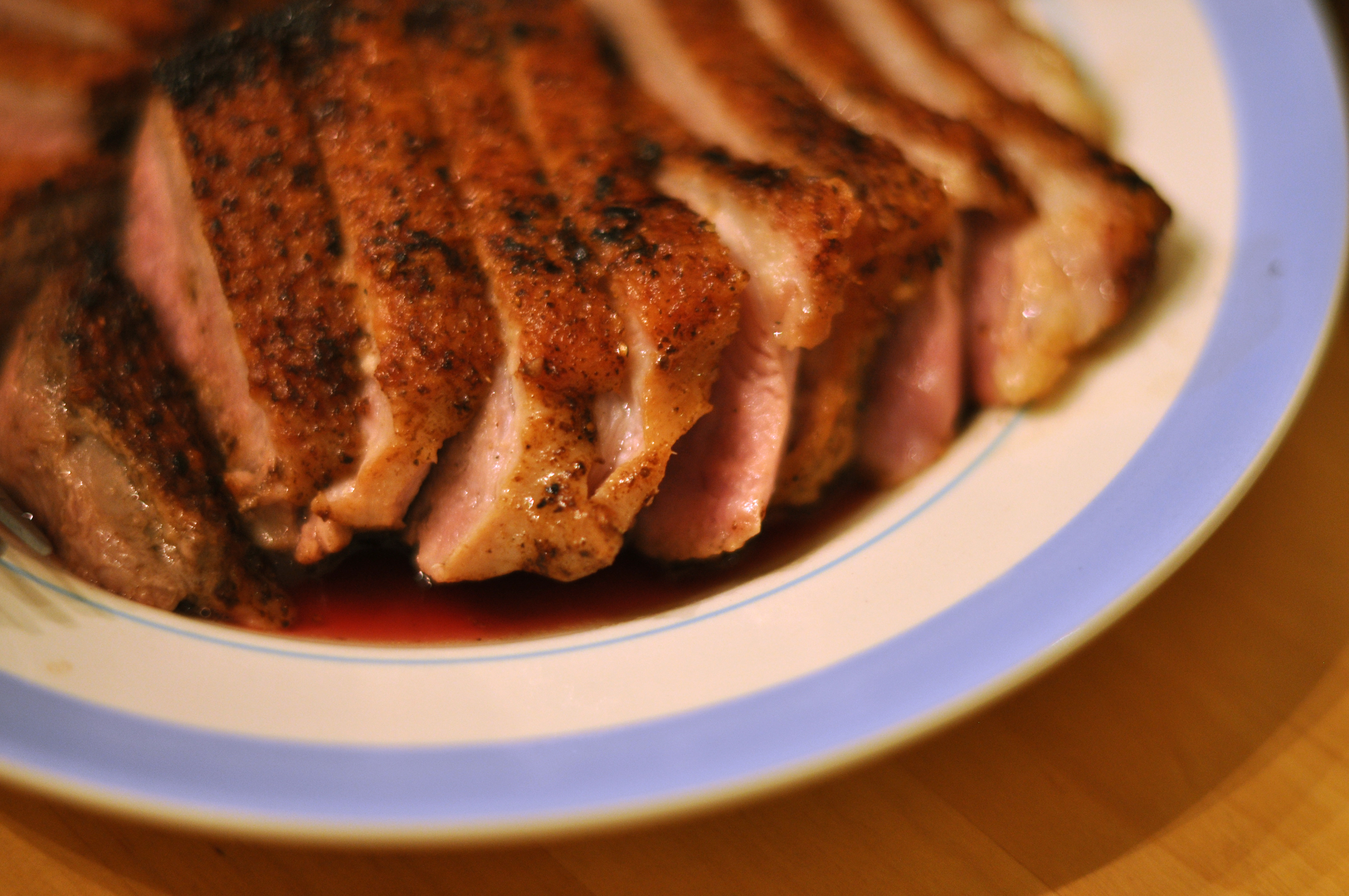
Eendenborstfilet